# شعب القاضي (جبلة)

تعديل مصدري - تعديل

شعب القاضي محلة تابعة لقرية سموع العليا، التابعة لعزلة انامر اعلى بمديرية جبلة إحدى مديريات محافظة إب في الجمهورية اليمنية، بلغ تعداد سكانها 33 حسب تعداد اليمن لعام 2004.